# Gamsylella
Gamsylella es un género de hongos en la familia Orbiliaceae, que incluye 4 especies.

## Especies
- Gamsylella gephyropaga (Drechsler) M. Scholler, Hagedorn & A. Rubner 1999
- Gamsylella lobata (Dudd.) M. Scholler, Hagedorn & A. Rubner 1999
- Gamsylella phymatopaga (Drechsler) M. Scholler, Hagedorn & A. Rubner 1999
- Gamsylella robusta (J.S. McCulloch) M. Scholler, Hagedorn & A. Rubner 1999